# Shisidaogou (köpinghuvudort i Kina, Jilin Sheng, lat 41,45, long 127,92)
Shisidaogou är en köpinghuvudort i Kina. Den ligger i provinsen Jilin, i den nordöstra delen av landet, omkring 350 kilometer sydost om provinshuvudstaden Changchun. Antalet invånare är 4 040. Befolkningen består av 1 965 kvinnor och 2 075 män. Barn under 15 år utgör 12,0 %, vuxna 15-64 år 75 %, och äldre över 65 år 11,0 %.
Runt Shisidaogou är det ganska glesbefolkat, med 27 invånare per kvadratkilometer. Närmaste större samhälle är Longquanzhen, 17,6 km öster om Shisidaogou. I omgivningarna runt Shisidaogou växer i huvudsak blandskog.
Genomsnittlig årsnederbörd är 1 028 millimeter. Den regnigaste månaden är juli, med i genomsnitt 307 mm nederbörd, och den torraste är januari, med 14 mm nederbörd.